# София Прусская
София Доротея Ульрика Алиса Прусская (нем. Sophie Dorothea Ulrike Alice von Preußen, греч. Σοφία της Πρωσίας); 14 июня 1870, Потсдам — 13 января 1932, Франкфурт-на-Майне) — принцесса Прусская, королева-консорт Греции.

## Биография

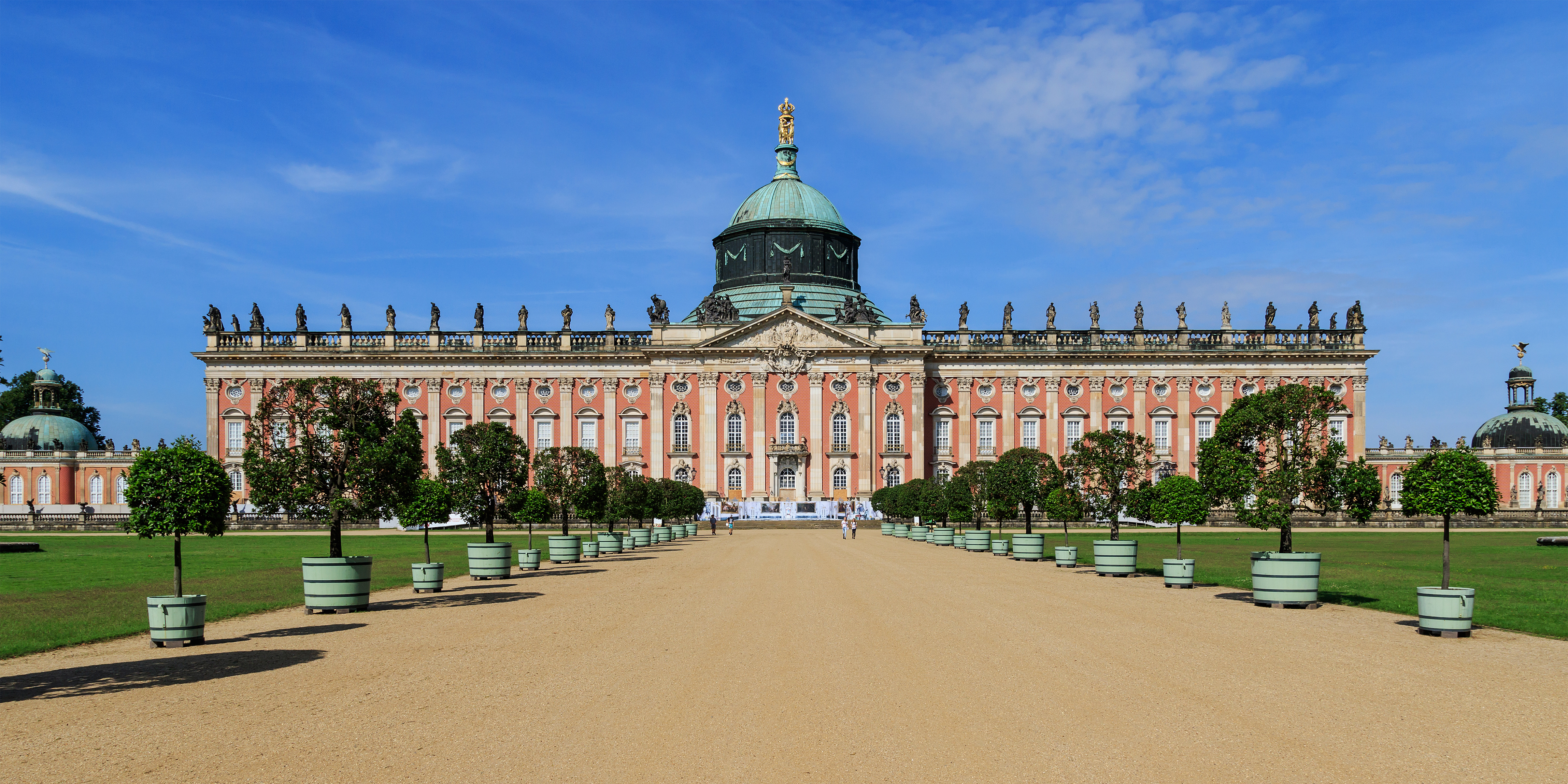
Новый дворец в Потсдаме — место рождения Софии.

### Детство и юность
София родилась в семье Прусского принца Фридриха (будущего императора Фридриха III) и его жены принцессы Великобритании Виктории. По матери она была внучкой королевы Виктории. София была седьмым ребёнком из восьми и третьей дочерью. У неё были старшие братья Вильгельм (будущий император Вильгельм II), Генрих и Вальдемар и сёстры Шарлотта и Виктория, через два года в семье появилась младшая дочь — принцесса Маргарита. В семье Софию называли Сосси, а её младшую сестру обычно называли Мосси.
Семья кронпринца проживала преимущественно во Дворце кронпринцев в Берлине и Новом дворце в Потсдаме. Мать воспитывала детей по примеру собственного воспитания. Предпочтение отдавалось всему английскому. София росла с большой симпатией к Великобритании, периодически навещала свою английскую бабушку королеву Викторию, которую очень любила. В Великобритании семья кронпринца обычно останавливалась на длительное время в Букингемском дворце или же в Осборн-хаусе на острове Уайт. София, её братья и сёстры практически не общались со своими немецкими бабушкой и дедушкой, поэтому личность Софии формировалась под влиянием её английских матери и бабушки.

Во время празднования золотого юбилея правления королевы Виктории в Лондоне София ближе познакомилась с греческим кронпринцем Константином. Королева, наблюдая за растущей к друг другу симпатией, писала:
Есть ли у Софии шанс выйти за Тито? Для неё это было бы очень хорошо, поскольку он очень хороший человек
В следующем 1888 году её отец стал императором. Однако, будучи смертельно больным раком, правил всего три месяца и скончался в том же году. Перед смертью он нашёл в себе силы пожелать Софии счастливого 18-летия и подарил ей букет цветов. На следующий день его не стало. Новым императором стал брат принцессы Вильгельм. В этот печальный период София приняла предложение на брак от греческого кронпринца Константина. Помолвка состоялась 3 сентября 1888 года, несмотря на неодобрение её брата-императора и матери жениха, которая желала видеть невестой своего сына и наследника лишь православную.

### Свадьба

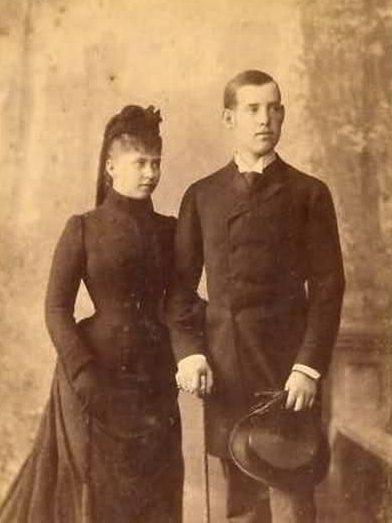
София и Константин во время обручения

Свадьба состоялась 27 октября 1889 года в Афинах. Невесте было 19 лет, жениху — 21. Обряд венчания был проведён двумя церемониями: публичной, по православным обычаям и частной, по лютеранским. Свидетелями невесты были её брат Генрих и кузены английские принцы Альберт Виктор и Георг. Свидетелями жениха — его брат Николай и кузен Цесаревич Николай. Среди греческого населения этот брак был очень популярным, поскольку существовала легенда, что Константинополь и Святая София снова и навсегда объединятся с Грецией, когда на трон взойдут Константин и София.
Для того, чтобы общество могло лучше видеть брачную процессию на её пути от Королевского дворца до Кафедрального собора на площади Синтагма были возведены специальные платформы. Молодые супруги состояли в родстве практически со всеми королевским домами Европы, поэтому на свадьбе присутствовали члены всех королевских, княжеских и аристократических фамилий. Королевский дворец не мог вместить в себя всех гостей, поэтому греческие аристократы принимали часть гостей в своих домах.

### Кронпринцесса
Молодожёны поселились на небольшой вилле во французском стиле на проспекте Кифисиаса, пока строился их дворец, который должен был стать их резиденцией. В Афинах семья кронпринца жила довольно скромно. Софии не хватало в Афинах друзей, она скучала по матери. Тем не менее она быстро освоилась, и начала изучать современный греческий язык. Через несколько лет она свободно стала на нём говорить. Ко всему прочему, семья стала увеличиваться. Через 9 месяцев после заключения брака София родила своего первенца Георга, названного в честь деда-короля. Всего у супругов было шестеро детей:
- Георг (1890—1947) — король Греции в 1922—1924 и 1935—1947 годах, был женат на Елизавете Румынской, детей не имел;
- Александр (1893—1920) — король Греции в 1917—1920 годах, был женат на Аспазии Манос, имел дочь;
- Елена (1896—1982) — супруга короля Румынии Кароля II, имела сына;
- Павел (1901—1964) — король Греции в 1947—1963 годах, был женат на Фредерике Ганноверской, имел троих детей;
- Ирина (1904—1974) — супруга герцога Аостского и короля Хорватии Томислава II, имела сына;
- Екатерина (1913—2007) — супруга сэра Ричарда Брендрема, имела сына.

После рождения первого ребёнка София решила принять веру своих подданных. Заручившись согласием матери и бабушки, она сообщила об этом мужу и попросила свекровь дать ей наставления о переходе в православную религию. Греческая королевская семья была в восторге от такой новости. Однако, Георг I настаивал на том, чтобы с православной верой невестку знакомил архиепископ Афинский и всея Эллады, а не королева Ольга.

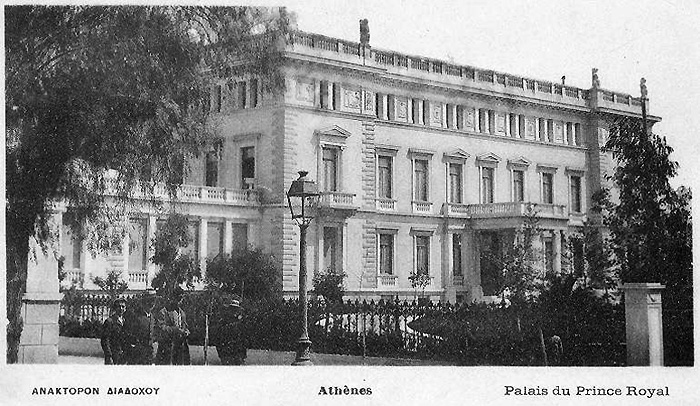
Дворец Кронпринца Константина.

Император Вильгельм II принял известие об изменении вероисповедания своей сестры крайне неодобрительно. Он даже стал угрожать Софии исключить её из членов императорской семьи. Его жена императрица Августа Виктория пыталась убедить её отказаться от своего решения, из-за чего женщины сильно поругались. Под давлением своей матери, которая пыталась помирить детей, София написала брату письмо, в котором подробно объяснила причины своего поступка. Однако, Вильгельм не обратил на этот жест никакого внимания и запретил ей въезд в Германию на протяжении следующих трёх лет. София официально перешла в православие 2 мая 1891 года. Императорский приказ о запрещении посещения Германии, конечно, не соблюдался, однако, София и Вильгельм в следующие несколько лет не виделись.
С Константином София спокойно проживала в Афинах. Тем не менее, она быстро узнала о его многочисленных внебрачных связях. Сначала кронпринцесса была шокирована таким поведением супруга, но со временем она стала относиться к этому спокойно. Начиная с 1912 года супруги сильно охладели друг другу. Константин завёл любовницу, графиню Паолу Остгейм, связь с которой он поддерживал до своей смерти. В то же время, многие при дворе утверждали о слухах про романы Софии, результатом которых стало рождение в 1913 году дочери Екатерины. Константин признал отцовство ребёнка.
В семье дети и родители общались на английском языке. Дети росли в атмосфере уюта. Их воспитанием занимались английские гувернёры и гувернантки. Как и её мать, София привала детям любовь к Великобритании. Каждый год семья несколько недель проводила в Великобритании, отдыхая на пляжах Сифорну и Истборна. На летних каникулах семья посещала бабушку, вдовствующую императрицу Викторию во Фридрихсхофе в Германии, а также путешествовали на яхте «Амфитрида» к острову Корфу, или же в Венецию.
На протяжении всей жизни в Греции София занималась социальными вопросами населения. Как и королева Ольга, София способствовала развитию школ, больниц, общественных столовых и детских домов. В 1896 году она основала «Союз греческих женщин», который оказывал помощь беженцам из Османской империи. Обеспокоенность Софии по поводу лесных пожаров, постоянно вспыхивающих по всей стране, привели её к заинтересованности вопросами лесовосстановления в стране. Также, кронпринцесса была основателем греческого союза защиты животных.

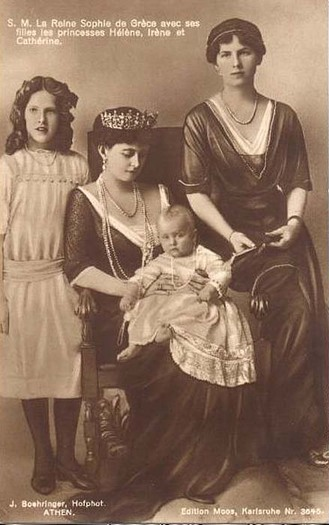
София вместе с дочерьми в 1913 году.

В 1897 году вспыхнула небольшая греко-турецкая война, вызванная восстанием христиан против турецкого ига на территории острова Крит. Во время конфликта София, как и другие члены королевской семьи, сотрудничала с обществом Красного креста. Посещала полевые госпитали, нередко, собственноручно оказывала медицинскую помощь пострадавшим. София способствовала приезду в Грецию британских медсестёр, а также принимала участие в подготовке женщин-добровольцев, вызвавшихся помогать раненым.
Участие Софии и её свекрови в помощи пострадавшим от боевых действий и грекам, и туркам, вызвало восхищение при всех европейских дворах. Однако, именно греческое население было уверено, что туркам помогал брат Софии Вильгельм II и оказывал он эту помощь при содействии Софии. Греция потерпела сокрушительное поражение. Внутренняя ситуация в стране была очень напряжённой. Константина, возглавляющего войско, требовали отдать под трибунал, а короля Георга свергнуть с греческого престола. В таких условия, София и Константин решили на время уехать за границу. В 1898 году она поселились в Кронберге, а затем переехали в Берлин.
После возвращения в Грецию в 1899 году, София посвятила себя благотворительности. Однако, её сильно беспокоило здоровье матери и бабушки. В 1901 году не стало их обоих. Королева Виктория умерла в январе 1901 года, а мать скончалась через семь месяцев от рака.
В 1909 году в стране была создана «Военная лига», осуществившее августовский переворот в Гуди. Движение, которое требовало реформирования правительства и военного дела, было широко поддержано общественностью. Наконец, Георг I был вынужден уступить требованиям военных. Он назначил на пост премьер-министра их кандидата и принял требование об отстранении наследных принцев от военного дела. Семья Константина в сентябре снова уехала в Германию, на этот раз во Фридрихсхоф, который тогда принадлежал младшей сестре Софии принцессе Маргарите. Вернулись через год, в октябре 1910 года, после ещё одной смены правительства, когда новый премьер-министр Элефтериос Венизелос возобновил статус принцев в их военных обязанностях.
В июне 1912 года была создана Балканская лига, а в октябре Греция вступила в Первую Балканскую войну против Османской империи. Женщины королевской семьи были заняты помощью беженцам и раненным. Они собирали одежду для военных, способствовали открытию новых больниц, находили врачей, медсестёр и медицинское оборудование и даже посещали места военных действий. Так, София побывала в Ларисе и Эласоне.
К 50-й годовщине своего правления в октябре 1913 года король Георг намеревался передать престол сыну Константину. Сделать этого он не успел. В марте 1913 года король был убит в Фессалониках анархистом Алексанром Схинасом. Через два месяца победоносно для Греции завершилась Балканская война.

### Королева
После вступления на престол королевская чета продолжила вести ту же простую жизнь. Своё свободное время они посвящали ботанике, которая была их страстью и переделывать сад нового дворца по английской модели. Константин и София имели хорошие отношения с другими членами королевской семьи. Особенно близко они дружили с принцем Николаем. По вторникам они ужинали с ним и его семьёй, а в четверг — принимали их у себя.
В середине лета 1913 года состоялась быстрая Вторая Балканская война, которая также завершилась победой для Греции и её союзников. Это повысило престиж королевской семьи в глазах народа.
Осенью 1913 года вся семья уехала на три недели в Германию, чтобы принять участие в смотре военных манёвров. 4 сентября они прибыли в Мюнхен, откуда София с детьми отправилась во Фридрихсгофу, а Константин — в Берлин. 17 сентября семья высадилась в Англии, где София имела намерение провести каникулы.
В следующем году начало Первой мировой, 4 августа 1914, застало Софию с младшими детьми в Истборне в Англии. Оценив серьёзность событий, королева быстро вернулась в Грецию. Поскольку она была сестрой кайзера, её подозревали в прогерманских симпатиях. Когда крупнейшие европейские государства одно за другим втягивались в конфликт, Греция объявила о своём нейтралитете. Прежде всего, король и королева понимали, насколько ослабили балканские войны их страну. Премьер-министр был на это другого мнения. В феврале 1915 года Венизелос попытался провести через Парламент Греции законопроект о присоединении к Антанте, которая была заинтересована в союзниках. Однако, утвердить его не удалось. Верная королю оппозиция, генералы армии и их сторонники заставили Венизелос уйти в отставку вскоре после этого. Константин I, ослабленный этими событиями, тяжело заболел и несколько недель провёл в постели. В мае 1915 года состоялись выборы в парламент, на которых победила Либеральная партия. Следовательно, Венизелос снова стал премьер-министром. Национальный раскол усиливался. Однако, король и королева не теряли поддержки населения. Вывод британских войск из Дарданелл увеличил веру греков в своих суверенов.
6 июля 1916 года Антанта объявила Греции блокаду, а 14 июля загорелся лес возле летней резиденции Татои. Не исключалось, что был поджог, за которым стояли агенты союзнических стран, заинтересованных в устранении правителей. Пожар продолжался двое суток. Константин был ранен. София с младшей дочерью на руках около двух миль пробежала лесом, пытаясь спастись. Дворец, в значительной степени, выгорел. Охрана дворца была убита.
После этих событий и нарушения Антантой греческого суверенитета, отношение королевской семьи к Германии резко изменилось. С декабря 1916 года по февраль 1917 София отправила брату несколько телеграмм, в которых просила оказать помощь грекам в Македонии.
Блокада союзников, в конце концов, достигла своей цели. В июне 1917 года после угроз начать бомбардировки Афин в случае, если король не отречётся от престола, Константин I передал корону своему второму сыну Александру.

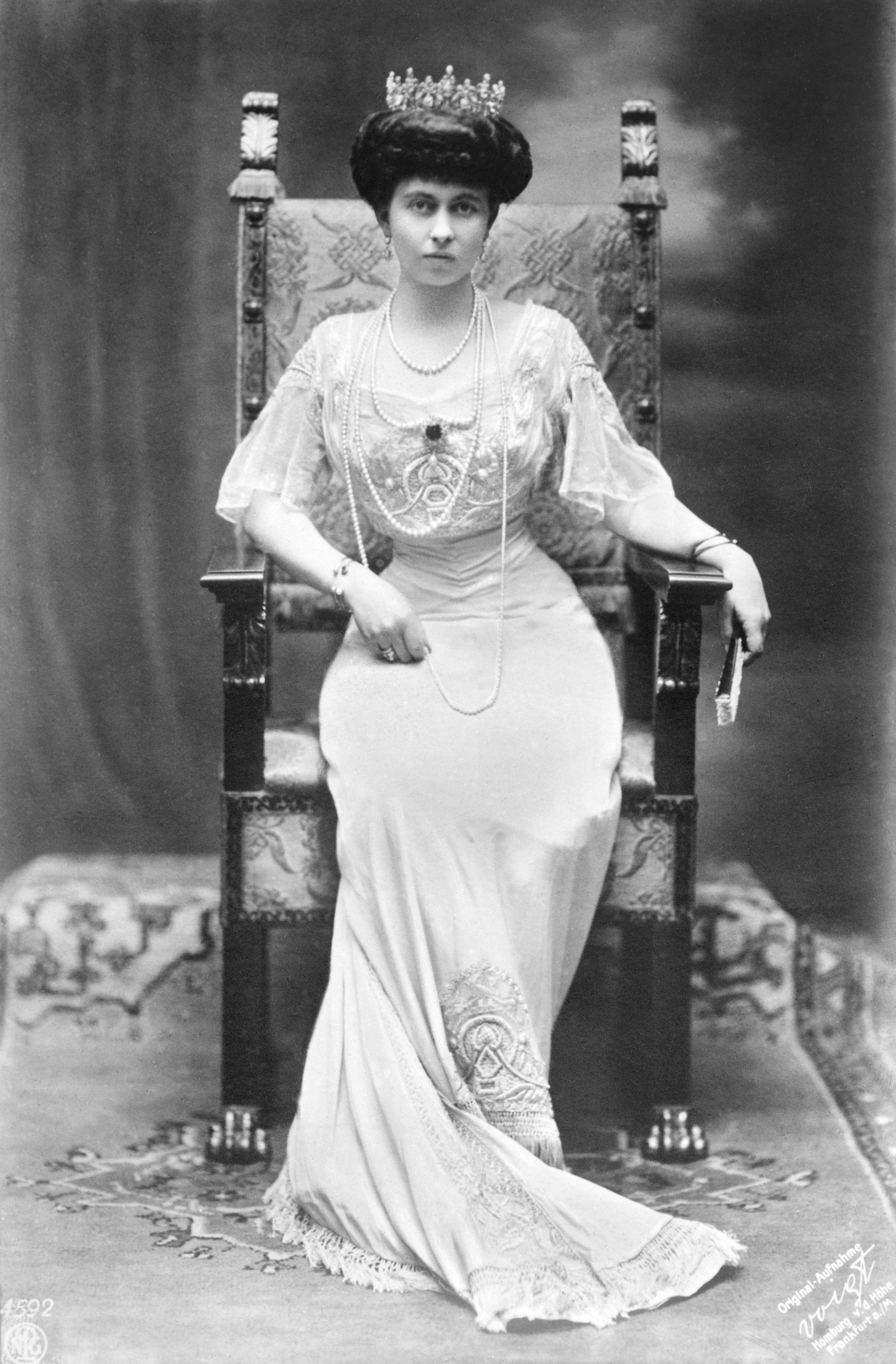
София Прусская,королева-консорт Греции, 1913.

11 июня королевская семья тайно покинула свой дворец в Афинах. Через Ионическое море они добрались до Италии. Следующим местом их проживания стала немецкоязычная часть Швейцарии, между Санкт-Морицем, Цюрихом и Люцерной. В изгнании к ним присоединились другие греческие семьи, покинувшие Грецию со сменой власти. Финансовое положение Константина и Софии было не блестящим.
2 октября 1920 года Александр I был укушен обезьяной у дворца Татои. Началось заражение крови, король стал бредить, его состояние ухудшалось. Греческое правительство, однако, отказало Софии в её просьбе посетить сына. 25 октября Александр умер. Матери также не позволили принять участие в похоронах. Регентом страны стал Павлос Кунтуриотис, а после его отставки 17 ноября, во главе Греции около месяца стояла королева Ольга. 22 ноября состоялся всенародный плебисцит о возвращении короля Константина. 99 процентов проголосовавших высказались за.
София и Константин вернулись в страну 19 декабря. Их приезд сопровождался массовыми демонстрациями, которые показали, что греческий народ радовался восстановлению правителей. По возвращении во дворец королевская чета много раз появлялась на балконе, чтобы поздравить приветствующий их народ. 27 февраля 1921 года их старший сын Георг в Бухаресте женился на Елизавете Румынской, а 10 марта дочь Елена в Афинах сочеталась в браке с принцем Каролем Румынским, сыном правящего короля Фердинанда I. 25 марта родился первый внук Софии и Константина, Александра, дочь умершего сына Александра I.
Длительная Греко-турецкая война началась 1919 году. После первых успехов греческой армии, положение на фронте становилось всё более неустойчивым. Константин прибыл туда в мае, в сентябре был вынужден вернуться в Афины из-за плохого самочувствия. Некоторые расценили это как дезертирство, тем более, что 13 сентября сокрушительным поражением греков завершилась битва при Сакарья. София поддерживала его как могла и продолжала помогать раненым в качестве медсестры.
Греция находилась в политической и моральном кризисе. Летом 1922 года турки перешли в наступление, в сентябре взяли Смирну, а в октябре было подписано Муданийское перемирие, завершившее боевые действия. 11 сентября часть греческой армии во главе с Николаос Пластирасом стала требовать отречения короля и роспуска парламента. 27 сентября Константин отрёкся от престола в пользу сына Георга.

### Последние годы
Для большей стабилизации ситуации в стране, 30 сентября Константин, София, их дочери Ирена и Екатерина и принц Николай с семьёй, покинули страну. На борту парохода «Патрис» они добрались Сицилии. Поселились они на вилле Hygeia в Палермо. Константин был больным атеросклерозом и находился в глубокой депрессии, часами он мог молча сидеть и смотреть в пустоту. София волновалась за сына-короля. Было принято решение оставить Сицилию и переехать во Флоренцию. Однако, 11 января 1923 года, незадолго перед отъездом Константин умер от инсульта. София намеревалась похоронить мужа в Татои, однако греческое правительство этого не позволило. Тело короля было помещено в склепе русской православной церкви в Неаполе.
София с Иреной и Екатериной поселились на вилле Боболина в Фьезоле в Тоскане. С 1924 до 1927 года с ними жила также Аспазия Манос с маленькой Александрой. В 1930 году к матери вернулась дочь Елена, которая развелась с Каролем. Так, София получила возможность увидеть во время летних каникул и внука Михая, сына Елены.
В кругу семьи София почувствовала определённое спокойствие. Часто путешествовала. Посещала в Германии сестру Маргариту, бывала в Великобритании. В 1929 году присутствовала на юбилее своего брата Вильгельма в Нидерландах.
С возрастом становилась всё более религиозной. Переписывалась с англиканским пастором Р. В. Коулом и могла часами молиться.

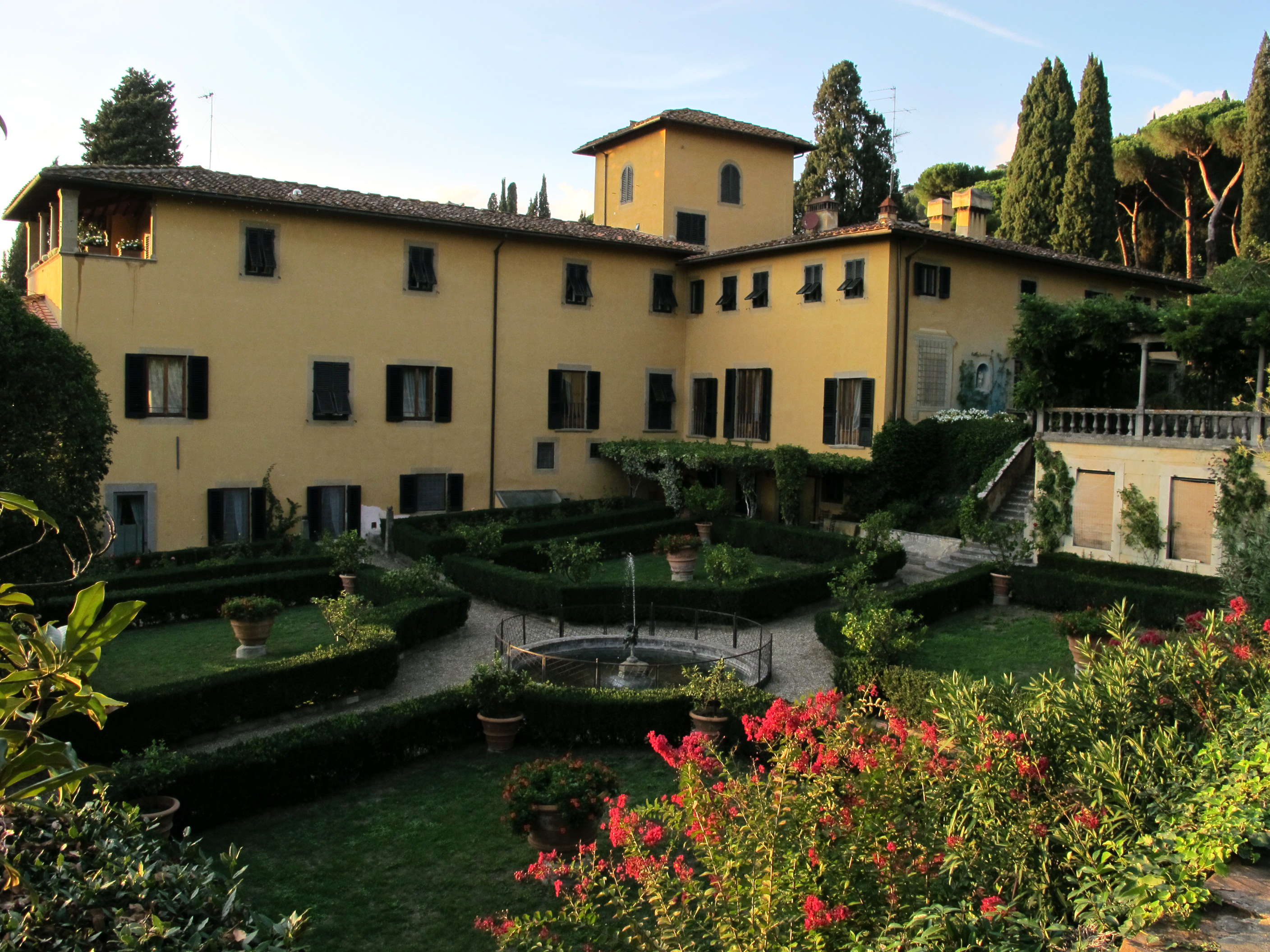
Вилла Боболино в Тоскане.

В течение следующих лет здоровье Софии ослабевало. В 1930 году из ухудшения здоровья обратилась за лечением во Франкфуртскую больницу. В 1931 году королева посетила Англию, Баварию и Венецию. В сентябре её состояние снова ухудшилось, и она вернулась во Франкфурт. Врачи диагностировали рак. После праздников в конце 1931 года она постепенно перестала питаться и здоровье резко ухудшилось. 13 января 1932 года София умерла в больнице в окружении детей, пережив мужа на девять лет.
Её тело было перенесено во дворец Фридрихсгоф, а затем было передано русской православной церкви во Флоренции, где в 1924 году было перезахоронено и тело Константина.
Георг II в 1935 году был восстановлен на престоле и позаботился о перенесении праха родственников в Грецию. В ноябре 1936 года тела Софии и Константина были перезахоронены в королевском кладбище в Татои.

## Награды
— Орден Королевы Марии Луизы (Испания);
 — Орден Луизы (Пруссия);
 — Орден Спасителя (Греция);
 — Орден Короля Кароля II (Королевство Румыния);
- Королевский орден Виктории и Альберта 2 класса (Великобритания);

## Титулы
- 1870—1888: Её Королевское Высочество Принцесса София Прусская
- 1888—1913: Её Королевское Высочество Кронпринцесса Греческая, принцесса Датская
- 1913—1923: Её Величество Королева Греции
- 1923—1932: Её Величество Вдовствующая Королева София